# Amtsgericht Eichstätt

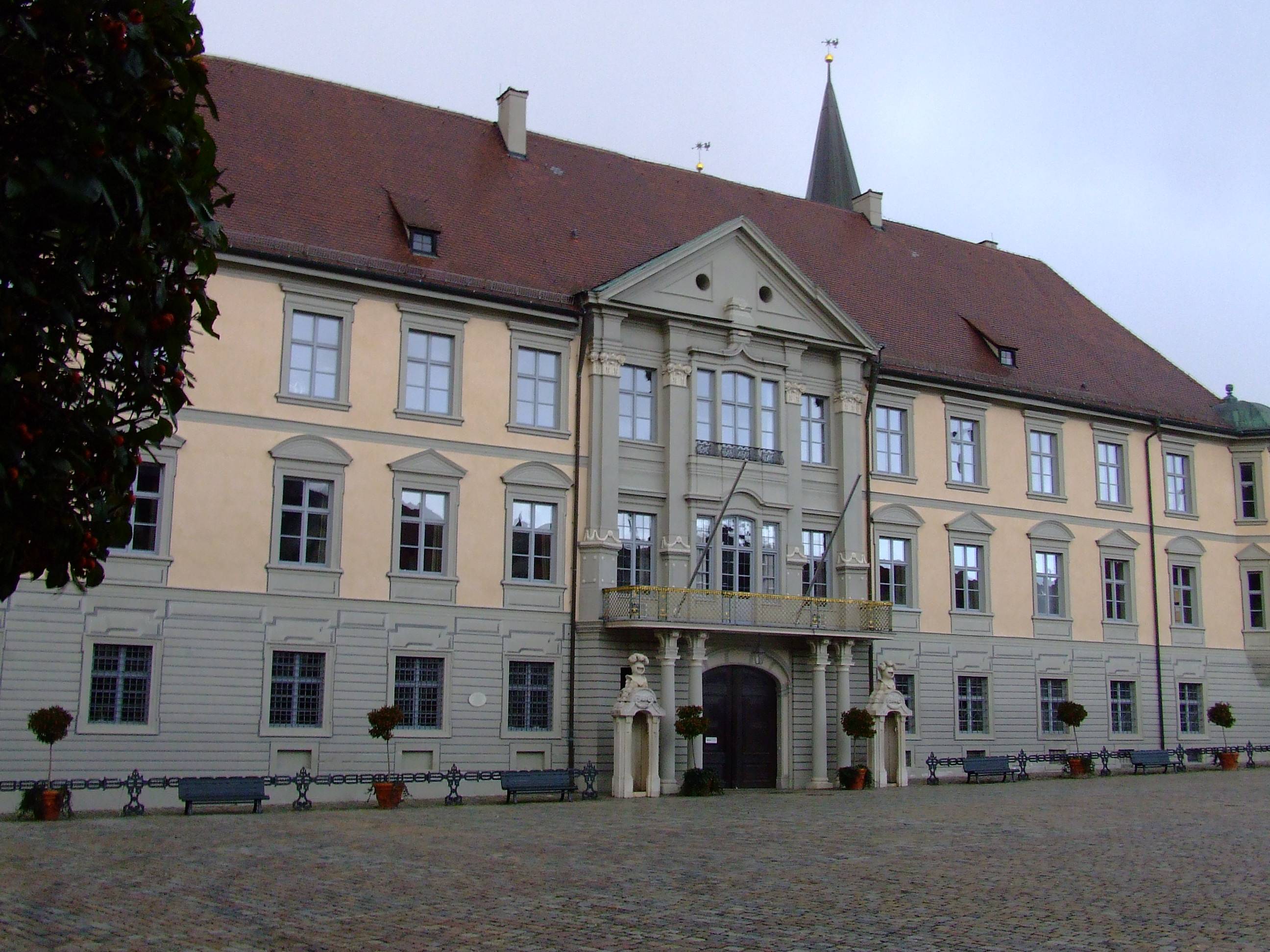
Die Residenz - Sitz des ehem. Amtsgerichts Eichstätt (2006)

Das Amtsgericht Eichstätt war ein von 1879 bis 1975 bestehendes Amtsgericht in Eichstätt in Bayern, das aus einem bayerischen Landgericht älterer Ordnung hervorging.

## Geschichte
Unter dem Namen Landgericht Eichstätt bestand von 1806 bis 1879 ein bayerisches Landgericht älterer Ordnung, das in der ehemaligen Residenz untergebracht war. Als 1879 in Bayern eine Gerichtsorganisation nach dem Gerichtsverfassungsgesetz eingeführt wurde, trat an die Stelle des alten Landgerichts ein Amtsgericht. Es entstand zudem ein übergeordnetes Landgericht, das aus dem 1858/1859 gegründeten Bezirksgericht Eichstätt hervorging. Im Jahre 1944 wurde das Landgericht in Eichstätt aufgelöst und der Amtsgerichtsbezirk Eichstätt in den Landgerichtsbezirk Nürnberg-Fürth überführt. Das Amtsgericht Eichstätt wurde ab 1. Juli 1973 zur Zweigstelle herabgestuft. Zum 15. Dezember 1975 wurde auch diese Zweigstelle aufgehoben.
Der Amtsgerichtsbezirk fiel dem Amtsgericht Ingolstadt zu.

## Zugehörige Gemeinden
| - Adelschlag mit Wittenfeld - Altendorf mit Grundelmühle, Gröblmühle, Kohlmühle, Lichtenberg, Oberer Eisenhammer und Papiermühle - Biesenhard - Breitenfurt mit Attenbrunn, Bubenrothermühle und Parkhaus I - Buchenhüll - Buxheim mit Hessenhof, Moosmühle und Reinboldsmühle - Dollnstein mit Groppenhof, Parkhaus II und Ziegelhütte - Eberswang mit Hagenacker - Egweil mit Oberhaidmühle und Unterhaidmühle - Gammersfeld - Hard - Haunsfeld mit Ried - Inching mit Brunnmühle - Konheim - Landershofen - Marienstein mit Blumenberg und Rebdorf - Meilenhofen mit Segenfarth und Zell an der Speck - Möckenlohe mit Prielhof und Untermöckenlohe - Mörnsheim mit Marktmühle und Wildbad - Mühlheim mit Finstermühle und Mittelmühle - Nassenfels mit Aumühle und Mauthaus | - Obereichstätt - Ochsenfeld mit Fasanerie, Moritzbrunn, Tempelhof und Wittmeß - Pfünz mit Almosmühle - Pietenfeld mit Weißenkirchen und Ziegelhütte - Pollenfeld mit Wörmersdorf - Preith mit Niederwimpasing, Oberwimpasing und Ziegelhof - Sappenfeld mit Birkhof - Schernfeld mit Harthof - Schönau - Schönfeld - Seuversholz mit Ziegelhütte - Tauberfeld - Wachenzell mit Ziegelhütte - Wasserzell - Weigersdorf - Wellheim mit Espenlohe und Kreutzelberg - Wintershof - Wolkertshofen mit Wolkertshofermühle - Workerszell mit Ferdinandsfeld, Geländer, Kolonie Eckerlein, Langensallach, Lohrmannsruhe, Rupertsbuch und Sperberslohe |